# Xestia flavida
Xestia flavida är en fjärilsart som beskrevs av Culot 1904. Xestia flavida ingår i släktet Xestia och familjen nattflyn. Inga underarter finns listade i Catalogue of Life.